# Un juge, un flic
 (juillet 2022).
Si vous disposez d'ouvrages ou d'articles de référence ou si vous connaissez des sites web de qualité traitant du thème abordé ici, merci de compléter l'article en donnant les références utiles à sa vérifiabilité et en les liant à la section « Notes et références ».
Ne doit pas être confondu avec Les Cordier, juge et flic.
Un juge, un flic est une série télévisée franco-belgo-suisse en douze épisodes de 52 minutes, créée par Henri Viard, réalisée par Denys de La Patellière et diffusée sur Antenne 2 entre le 8 avril et le 13 mai 1977 et entre le 2 février et le 9 mars 1979.

## Synopsis
Le juge d'instruction Francis Walder de Neuville et le commissaire divisionnaire Villequier sont chargés, au sein du SILI (Service d'Information et de Liaison Interministériel) dont ils sont d'ailleurs les seuls membres opérationnels, de mettre au jour les crimes et délits commis dans les hautes sphères de l'État ou de la finance et de confondre ainsi « ceux qui passent toujours entre les gouttes ».

## Distribution
- Michel Duchaussoy : le juge Francis Walder de Neuville
- Pierre Santini : le Commissaire divisionnaire Jean-Pierre Villequier
- Jacques Monod : le Garde des Sceaux (saison 2)
- Michèle André : Mme Walder de Neuville
- Simone Rieutor : Mme Villequier
- Marianne Comtell : Jackie Laumont (dans le 1er épisode)
- Sonia Saviange : la secrétaire de Walder de Neuville
- Ibrahim Seck : le valet de Walder de Neuville

## Fiche technique
- Titre original : Un juge, un flic
- Création : Henri Viard
- Adaptation : Henri Viard et Denys de la Patellière
- Production : Jean-Michel Taillefer, Françoise du Bouchet et Guy Delooz
- Musique : Georges Garvarentz
- Montage : Michel Girard, Frédérique Poulaillon et Monique Laurent
- Photographie : Louis Chretien
- Création des décors : Daniel Heitz et Martine Lebaigue
- Effets spéciaux : Marc Cauvy
- Cascades : Claude Carliez et Remi Julienne
- Création des costumes : Jean-Philippe Abril, Daniel Droegmans, Monique Plotin, Michèle Cadin et Louis Tournié
- Compagnies de production : Antenne 2 - SFP - R.T.B.F. - S.S.R.
- Compagnie de distribution : SFP
- Pays d'origine :  France
- Langue : Français Mono
- Image : Couleurs
- Ratio écran : 1.33:1 plein écran 4:3
- Durée : 55 à 60 minutes
- Genre : Policier

## Épisodes

### Première saison (1977)
1. Un taxi pour l'ombre (8 avril 1977 - 57 min 31 s)
2. Le Crocodile empaillé (15 avril 1977 - 56 min 36 s)
3. Les Hochets (22 avril 1977 - 56 min 35 s)
4. Le Mégalomane (29 avril 1977 - 55 min 39 s)
5. Les Drogueurs (6 mai 1977 - 59 min 49 s)
6. Flambant neuf (13 mai 1977 - 52 min 00 s)

### Seconde saison (1979)
1. Carré de vilains (2 février 1979 - 56 min 35 s)
2. Une preuve de trop (9 février 1979 - 57 min 33 s)
3. Les Ravis (16 février 1979 - 58 min 25 s)
4. Mort en stock (23 février 1979 - 54 min 56 s)
5. Un alibi en béton (2 mars 1979 - 59 min 37 s)
6. Parce que (9 mars 1979 - 57 min 43 s)

## DVD
La série est sortie dans son intégralité sur le support DVD.
- Les Joyaux de la Télévision : Un Juge, Un Flic (Coffret 4 DVD-9 sous fourreau cartonné) sorti le 8 février 2017 chez Elephant Films. Le ratio image est en 1.33:1 plein écran 4:3. L'audio est en Français 2.0 mono sans sous-titres. En supplément un livret de 12 pages intitulé "Un Juge, Un Flic, histoire d'une série 1977/1979" rédigé par Christophe Dordain contenant une interview de Pierre Santini. Il s'agit d'une édition All Pal .